# Ludwig Wagner (Heimatforscher)

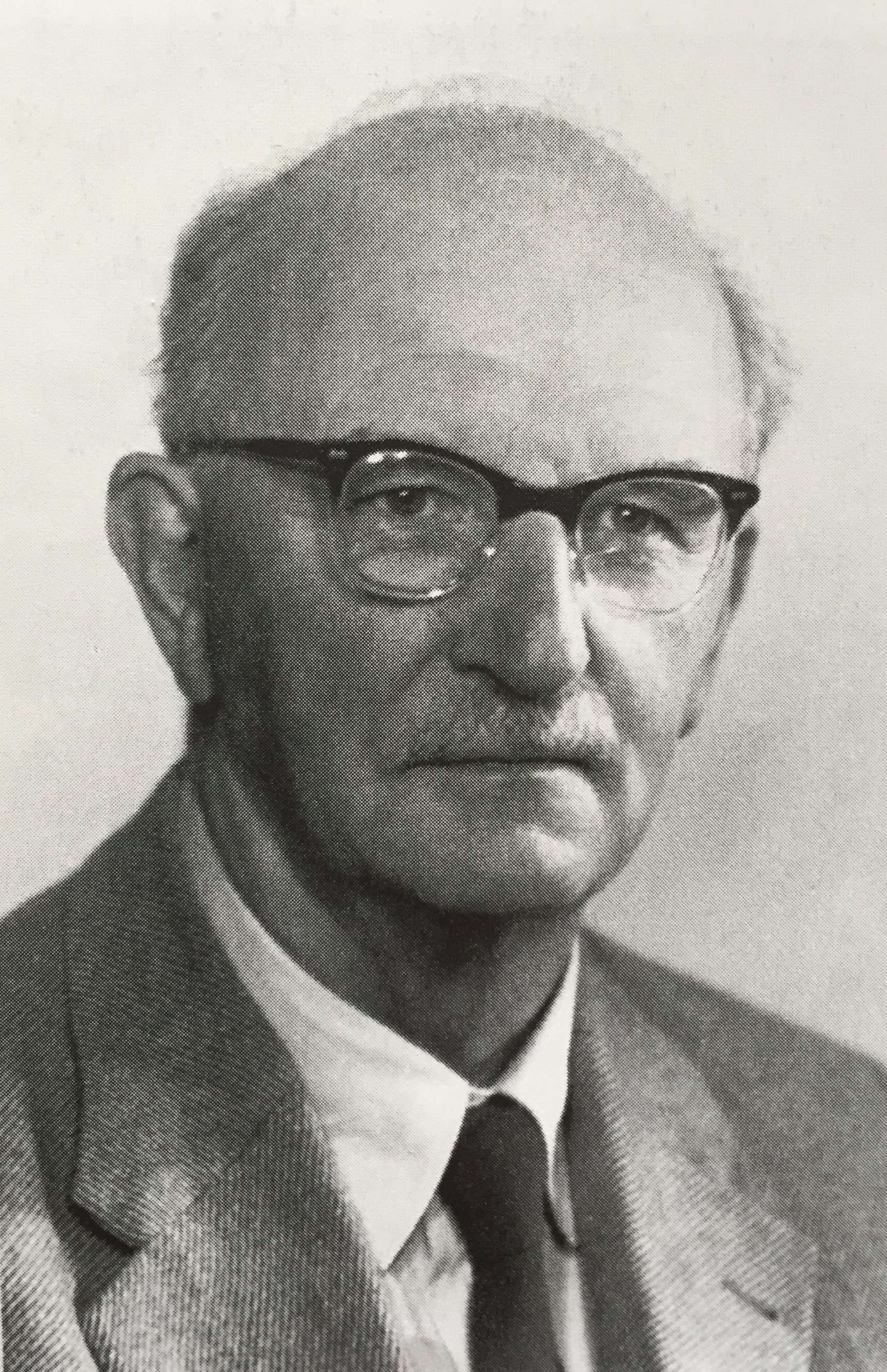
Der Heimatforscher Ludwig Wagner

Ludwig Wagner (* 30. Januar 1889 in Sauerlach; † 5. Mai 1980 in München) war ein deutscher Erzieher und Heimatforscher.

## Leben und Wirken
Nach Abschluss der Sauerlacher Volksschule sowie der Realschule in Rosenheim besuchte Ludwig Wagner das Studienseminar in Freising. Mit 18 Jahren wurde er sodann Hilfslehrer und Leiter der „Liedertafel“ in Bad Reichenhall. Dort lernte er auch seine spätere Frau Anna kennen.
Auf eine kurze Lehrtätigkeit am Studienseminar in Lauingen folgte im Jahr 1912 eine Beschäftigung als Lehrer an der Volksschule an der Plinganserstraße in Sendling. Zu Beginn des Ersten Weltkriegs im Jahre 1914 wurde Wagner an die Front nach Frankreich versetzt, später kämpft er auch in Weißrussland und Rumänien.
Nach Beendigung des Krieges fand er seine endgültige berufliche Heimat ab 1919 in der Volksschule am St. Anna-Platz im Münchner Stadtteil Lehel. Dort unterrichtete er im Wechsel die 7. und 8. Jahrgangsstufe, zuletzt als Rektor. Zugleich engagierte er sich im Münchner Lehrer- und Lehrerinnenverband (MLLV), dessen Geschäftsführer er für einige Jahre war. Weitere berufliche Anerkennung blieb ihm jedoch zunächst verwehrt, da er sich weigerte, der NSDAP beizutreten. Im Jahr 1939 erhielt er als Leutnant der Reserve zunächst einen Stellungsbefehl, wurde aber in Folge für kriegsuntauglich erklärt.
Nach dem Zweiten Weltkrieg war er zunächst als Berater für die Neustrukturierung des Münchner Schulwesens verantwortlich, ehe er im Jahr 1946 zum Schulrat des 3. Münchner Schulbezirks mit den Stadtteilen Neuhausen, Nymphenburg, Obermenzing und Allach ernannt wurde. Außerdem engagierte er sich auch für die Neugründung des MLLV und leitete diesen fünf Jahre als Erster Vorsitzender.
Um 1920 begann Wagner mit der Heimatforschung. Sein besonderes Augenmerk lag dabei auf der Geschichte seines Geburtsortes Sauerlach, dessen näherer Umgebung sowie des Lehels. Überdies war er im Lehrergesangverein – dem heutigen Münchner Oratorienchor – und im Chor der Pfarrkirche St. Anna im Lehel aktiv. Wagner starb im Jahr 1980 mit 91 Jahren in München und ist auf dem dortigen Ostfriedhof bestattet.

## Ehrungen
Im Jahr 1958 erhielt Wagner aus den Händen des Münchner Oberbürgermeisters Thomas Wimmer das Verdienstkreuz am Bande des Verdienstordens der Bundesrepublik Deutschland für seine heimatkundliche Arbeit. Überdies wurde er mit der Karl-Heiß-Medaille des BLLV und dem Ehrenring für 50-jährige aktive Mitgliedschaft im Lehrergesangsverein ausgezeichnet.

## Schriften
- Das Fremdwort in der Münchner Mundart: Ein Beitrag zur Erforschung des heimatlichen Sprachgebrauches, Volksbildungskanzlei München des Landesverbands für natürliche Volkserziehung, München 1937.
- Wie wirkt sich die starke Zuwanderung auf die Münchner Volkssprache aus? Ein Beitrag zur Untersuchung des Bevölkerungscharakters der Stadt, Arbeitsstelle München für Volksforschung und Heimaterziehung, Beiträge zur Münchener Heimatgeschichte und Volkstumskunde: Volkssprachliche Forschungen, München 1939.
- Vom alten Lehel in München, Arbeitsstelle München für Volksforschung und Heimaterziehung, Beiträge zur Münchener Heimatgeschichte und Volkstumskunde: Vorstädte und Vororte, München 1940.
- Das Lehel. Die St. Anna-Vorstadt der Landeshauptstadt Bayerns. Beiträge zur Entwicklungsgeschichte eines Münchener Stadtteils und bezirksweisen Stadtbeschreibung, Münchener Stadtkunde. Schriftenreihe der Arbeitsstelle für Volks- und Heimatforschung, München 1960.

Daneben verfasste Ludwig Wagner zahlreiche kleinere Texte zur Geschichte Sauerlachs und Umgebung und leistete dabei grundlegende Quellenarbeit. Außerdem konzipierte er die Ausstellung „Sulagaloh – Sauerlach: Werden und Wesen einer Heimat“, welche er im März 1967 dem damaligen Sauerlacher Bürgermeister Michael Grätz übergab.